# Maurizio Corgnati

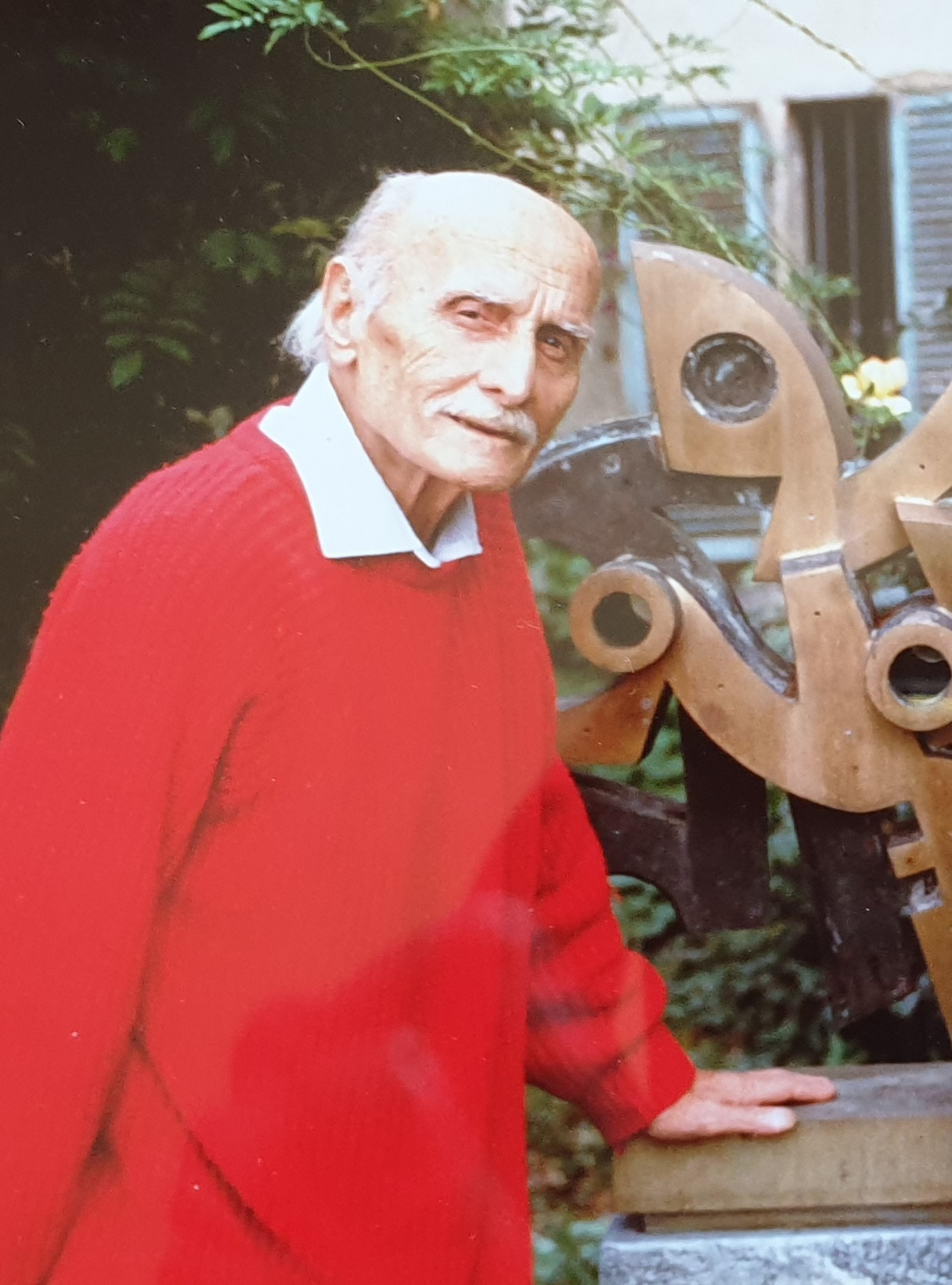
Maurizio Corgnati

Maurizio Corgnati (* 1. August 1917 in Maglione, Piemont; † 29. März 1992 in Turin) war ein italienischer Regisseur und Autor.

## Leben
Corgnati war zunächst Journalist, wandte sich aber bald seiner eigentlichen Liebe, dem Fernsehen und Film, zu und war als Autor und Regisseur tätig. Zu Beginn der 1950er Jahre schrieb er ein Drehbuch für Antonio Leonviola; 1953 inszenierte er nach eigener Idee und Skript Opinione pubblica, sein einziger Beitrag zum italienischen Kino als Regisseur. Sein Hauptarbeitsgebiet fand er beim Fernsehen, für das er zahlreiche Sendungen verantwortete, so für Quattro passi tra le nuvole. Mit seiner Entdeckung Milva, deren Manager er auch war, war er von 1961 bis 1969 verheiratet und förderte gezielt ihre Entwicklung durch Änderung ihres Repertoires vom Schlager und Lied hin zu Gospel und Protestsongs, sowie zu Auftritten in Opern und Musicals.
Nach Scheitern dieser Beziehung heiratete er erneut und zog in seine Heimatstadt zurück, wo er kulturell tätig war und das „Museo d'Arte Contemporanea all'Aperto“ gründete.

## Filmografie
- 1951: Le due verità (Drehbuch)
- 1953: Opinione pubblica (Regie, Drehbuch)